# فيليب شيبو
فيليب شيبو (مواليد 24 فبراير 1984 في براتيسلافا - تشيكوسلوفاكيا) لاعب كرة قدم سلوفاكي يلعب حاليا لصالح نادي الدرجة الأولى فالينسيان الفرنسي منذ 2007 في مركز المهاجم.

## روابط خارجية
- فيليب شيبو على موقع الاتحاد الأوربي (الإنجليزية)
- فيليب شيبو على موقع رابطة كرة القدم الفرنسية للمحترفين (الإنجليزية)
- فيليب شيبو على موقع قاعدة بيانات كرة القدم.إي يو (الإنجليزية)
- فيليب شيبو على موقع ليكيب (الفرنسية)
- فيليب شيبو على موقع ناشيونال فوتبول تيمز (الإنجليزية)
- فيليب شيبو على موقع Soccerbase.com (لاعب) (الإنجليزية)
- فيليب شيبو على موقع Soccerway.com (الإنجليزية)
- فيليب شيبو على موقع عالم كرة القدم.نت (الإنجليزية)